# The Straight Story
The Straight Story (bra: História Real; prt: Uma História Simples) é um filme de drama biográfico de estrada de 1999 dirigido por David Lynch. Ele foi editado e produzido por Mary Sweeney, parceira e colaboradora de longa data de Lynch, que também coescreveu o roteiro com John E. Roach. É baseado na história real da jornada de Alvin Straight em 1994 através de Iowa e Wisconsin em um cortador de grama. Alvin é um idoso veterano da Segunda Guerra Mundial que mora com sua gentil filha com deficiência intelectual. Quando ele ouve que seu irmão distante sofreu um derrame, Alvin decide visitá-lo e, esperançosamente, fazer as pazes antes que ele morra. Como as pernas e os olhos de Alvin estão muito prejudicados para que ele obtenha uma carteira de motorista, ele engata um reboque em seu cortador de grama John Deere 110 de trinta anos de idade, que tem uma velocidade máxima de cerca de 5 milhas por hora (8,0 km/h), e parte em uma jornada de 240 milhas (390 km) de Laurens, Iowa, até Mount Zion, Wisconsin.
O filme foi lançado pela Buena Vista Pictures (sob a marca da Walt Disney Pictures) nos Estados Unidos e foi um sucesso crítico, apesar de ter um desempenho abaixo do esperado nas bilheterias. Os críticos elogiaram a intensidade das performances dos personagens, especialmente o diálogo realista que o crítico de cinema Roger Ebert comparou às obras de Ernest Hemingway. Ele recebeu uma indicação à Palme d'Or no Festival de Cinema de Cannes de 1999 e Richard Farnsworth recebeu uma indicação ao Oscar de Melhor Ator.

## Produção

### Desenvolvimento
Em 1994, Alvin Straight, um homem de 73 anos, percorreu 300 milhas do Centro-Oeste americano montado em um cortador de grama para visitar seu irmão doente. Mary Sweeney, colaboradora frequente de David Lynch, leu sobre a história de Straight no The New York Times naquele verão. Segundo Sweeney, "crescendo em Wisconsin, eu facilmente conectei com esse tipo de personagem americano estoico, não verbal, teimoso e idiossincrático. Eu entendo o quanto é difícil ter orgulho e dignidade quando você é velho, pobre e vive no meio do nada. Eu entendo quais são os sonhos e frustrações dessas pessoas. E eu amei o quanto sua jornada capturou a imaginação nacional, então, vestindo meu chapéu de produtora, comecei a tentar garantir os direitos autorais."
O produtor Ray Stark já havia adquirido os direitos autorais da história de Straight e imaginou o projeto como um possível veículo estrelado por Paul Newman. Straight morreu em 1996, e os direitos autorais de sua história se tornaram disponíveis novamente. Sweeney coescreveu o roteiro com John Roach, um amigo de infância; os dois refizeram a rota de Straight no processo de escrita. Quando Lynch viu o roteiro finalizado, ele imediatamente se envolveu com o projeto, dizendo que "tornou-se, para mim, muito real".

### Elenco
Para o papel de Alvin Straight, os produtores escalaram sua primeira escolha, Richard Farnsworth. Embora ele estivesse relutante em se comprometer com o papel porque estava com uma doença terminal com câncer de próstata metastático, ele assumiu o papel por admiração por Straight. Sissy Spacek, um amigo de longa data de Lynch que ajudou a financiar seu filme anterior Eraserhead, foi escalado como a filha de Alvin, Rose. Harry Dean Stanton foi escalado como o irmão doente de Alvin.

### Filmagem
The Straight Story foi filmado de forma independente ao longo da rota real percorrida por Straight, e todas as cenas foram filmadas em ordem cronológica no outono de 1998. Lynch mais tarde chamaria o filme de "o meu filme mais experimental".
Durante a produção, o câncer de Farnsworth havia se espalhado para seus ossos, mas ele surpreendeu seus colegas de trabalho com sua tenacidade durante a produção. A paralisia de suas pernas, como mostrado no filme, era real. Farnsworth morreu por suicídio no ano seguinte, aos 80 anos.
The Straight Story foi adquirido pela Walt Disney Pictures nos Estados Unidos após uma estreia bem-sucedida em Cannes e recebeu uma classificação G da MPAA (a única de um filme de Lynch a receber tal classificação).

## Música
| Críticas profissionais | Críticas profissionais |
| Avaliações da crítica  | Avaliações da crítica  |
| Fonte                  | Avaliação              |
| ---------------------- | ---------------------- |
| AllMusic               | [ 11 ]                 |
| Q                      | [ 12 ]                 |
| UnCut                  | [ 13 ]                 |

### Trilha Sonora
Todas as músicas foram compostas e regidas por Angelo Badalamenti.
| The Straight Story: Music from the Motion Picture Soundtrack |                   |         |  |
| N.º                                                          | Título            | Duração |  |
| 1.                                                           | "Laurens, Iowa"   | 2:45    |  |
| 2.                                                           | "Rose’s Theme"    | 2:55    |  |
| 3.                                                           | "Laurens Walking" | 4:11    |  |
| 4.                                                           | "Sprinkler"       | 2:56    |  |
| 5.                                                           | "Alvin’s Theme"   | 4:25    |  |
| 6.                                                           | "Final Miles"     | 4:06    |  |
| 7.                                                           | "Country Waltz"   | 2:46    |  |
| 8.                                                           | "Rose’s Theme"    | 3:07    |  |
| 9.                                                           | "Country Theme"   | 3:38    |  |
| 10.                                                          | "Crystal"         | 4:07    |  |
| 11.                                                          | "Nostalgia"       | 6:51    |  |
| 12.                                                          | "Farmland Tour"   | 3:09    |  |
| 13.                                                          | "Montage"         | 7:24    |  |
| Duração total:                                               | Duração total:    | 48:09   |  |

## Recepção crítica
The Straight Story foi aclamado pela crítica em seu lançamento, com os críticos elogiando o tema incomum de Lynch. A revista Entertainment Weekly descreveu o filme como uma "peça celestial de americana". O Chicago Tribune escreveu sobre o filme: "vemos algo que os filmes de estúdio americanos geralmente não nos mostram: a beleza simples e não sentimentalizada da paisagem rural do Centro-Oeste americano".
Janet Maslin, do The New York Times, escreveu: "a mesma qualidade de indicador de tendências que deixou Blue Velvet com um olhar tão profético e abriu caminho para uma onda cinematográfica inteira de quebra de tabus, está novamente em ação. Quando um naturalista nato como Lynch pode trazer tanto interesse e emoção para a história simples de um homem, o reino do ordinário começa a parecer uma nova fronteira". Sobre a atuação de Farnsworth, Maslin escreveu: "ele automaticamente liberta o filme de qualquer senso de artifício e entrega uma performance incrivelmente firme que não será esquecida tão cedo". Sua crítica concluiu: "The Straight Story é... sobre olhar para o céu, sobre experimentar cada encontro ao máximo, do que se trata de chegar a algum lugar com pressa. Já faz muito tempo desde que um grande filme americano ousou encarar a vida dessa maneira".
Roger Ebert deu ao filme quatro de quatro estrelas, a primeira crítica positiva que ele já havia dado a um filme de Lynch. Ele escreveu: "O filme não é apenas sobre a odisseia do velho Alvin Straight pelas cidades sonolentas e distritos rurais do Centro-Oeste, mas sobre as pessoas que ele encontra para ouvir e cuidar dele".
No site de agregador de críticas Rotten Tomatoes, o filme tem uma taxa de aprovação de 95% com base em 106 críticas, com uma classificação média de 8,2/10. O consenso crítico do site diz: "Com performances fortes e o diretor David Lynch no comando, The Straight Story evita sentimentalismos em sua jornada serena pelo coração da América". No Metacritic, o filme tem uma pontuação de 86 de 100, com base em 32 críticas, indicando "aclamação universal". O AllMovie escreveu: "David Lynch oferece uma abordagem incomumente direta e calorosamente sentimental em seu material neste filme", chamando-o de "um de seus melhores filmes".